# Divina Galica

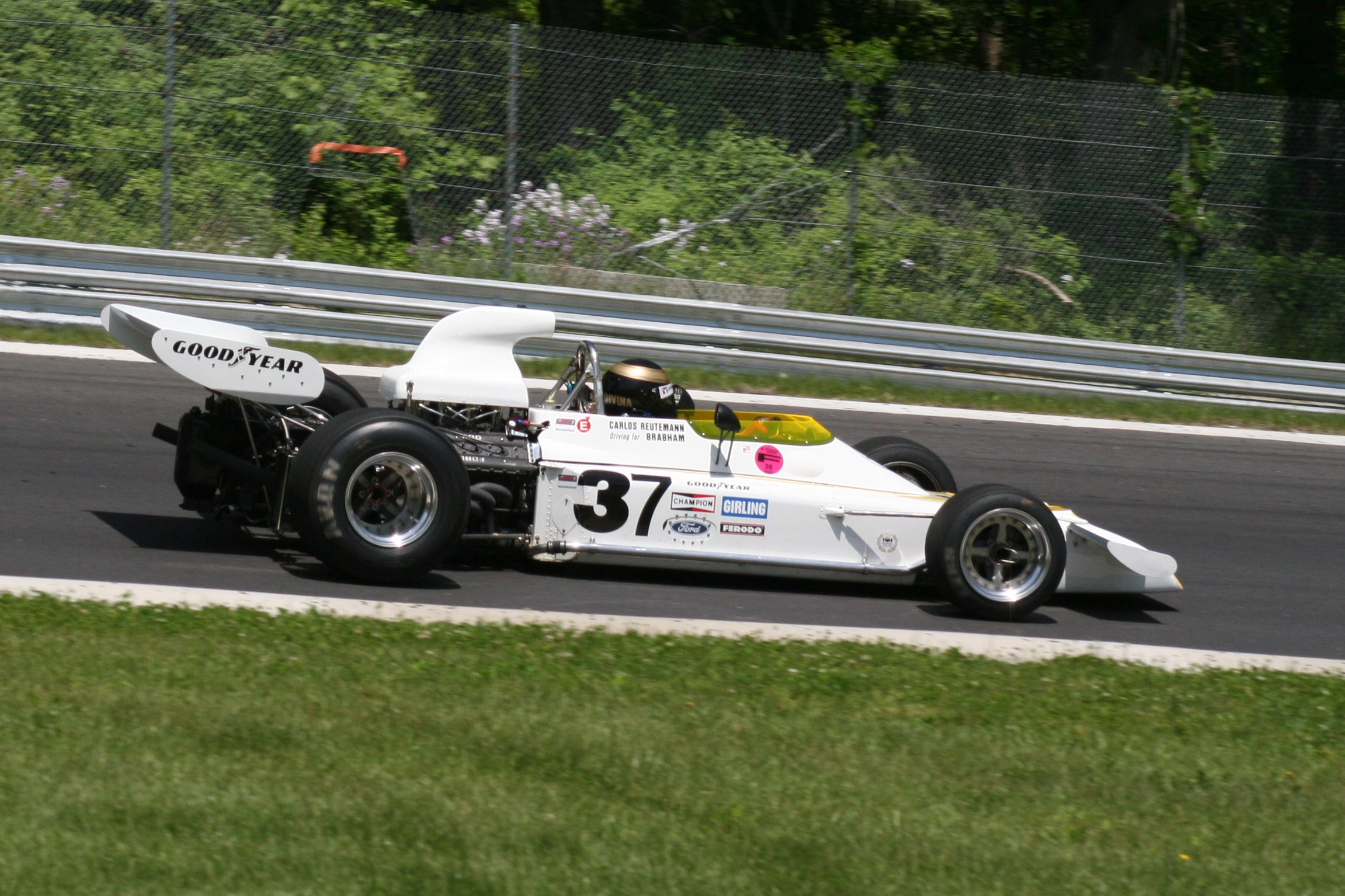
Divina Galica in Lime Rock Park, 2009

Divina Mary Galica (Bushey Heath nabij Watford (Hertfordshire), 13 augustus 1944) is een voormalige Britse alpineskiester en autosportcoureur.
Als alpineskiester was Galica present op de Winterspelen van 1964, 1968 en 1972, welke tevens als de Wereldkampioenschappen alpineskiën golden. De achtste plaats in 1968 en de zevende plaats in 1972 op de reuzenslalom waren haar beste prestaties bij haar drie deelnames.
In de autosport was Divina Galica een van de vijf vrouwen die in het Formule 1-circuit hebben deelgenomen. Ze nam in 1976, als vierde coureur van het Shellsport/Whiting-team, deel aan de kwalificatie van de Grand Prix van Groot-Brittannië. In 1978 nam ze deel aan de GP-kwalificaties van Argentinië en Brazilië voor het Olympus Camera/Hesketh Racing-team. Ze wist zich bij geen van de races voor de wedstrijd te kwalificeren.
Op de Olympische Winterspelen 1992 nam ze deel in de demonstratiesport Speedskiën.